# NXT Heatwave (2024)
NXT Heatwave (2024) – dziesiąta gala wrestlingu w chronologii cyklu Heatwave i trzecia gala wyprodukowana przez federację WWE dla zawodników z brandu NXT. Odbyła się 7 lipca 2024 w Scotiabank Arena w Toronto w prowincji Ontario w Kanadzie w ramach weekendu Money in the Bank. W przeciwieństwie do poprzednich dwóch lat, które miały charakter programów telewizyjnych, gala w 2024 roku była emitowana na żywo za pośrednictwem platform transmisji na żywo WWE, co było pierwszą galą NXT transmitowaną na żywo w Kanadzie od czasu NXT TakeOver: Toronto w 2019 roku.
Na gali odbyło się sześć walk, w tym jedna w pre-show Countdown to Heatwave. W walce wieczoru, Ethan Page pokonał poprzedniego mistrza Tricka Williamsa, Je'Vona Evansa i Shawna Spearsa w Fatal 4-way matchu zdobywając NXT Championship poprzez przypięcie Evansa. W innych ważnych walkach, Roxanne Perez pokonała Lolę Vice, utrzymując NXT Women’s Championship, Kelani Jordan pokonała Sol Rucę, aby zachować NXT Women’s North American Championship, a w walce otwierającej galę, Oba Femi pokonał Wesa Lee w Last Chance matchu, aby zachować NXT North American Championship.

## Produkcja

### Tło
Heatwave było pierwotnie nazwą gali wrestlingu wyprodukowanej przez Extreme Championship Wrestling (ECW), która odbywała się co roku od 1994 do 2000. Gala w 1997 roku było internetową galą pay-per-view (iPPV), podczas gdy wersje Heatwave w latach 1998-2000 emitowane były w tradycyjnym systemie pay-per-view (PPV). ECW upadło w 2001 roku, a WWE przejęło aktywa ECW w 2003 roku. W 2022 roku WWE wznowiło galę dla swojego rozwojowego brandu NXT jako coroczny program telewizyjny NXT.
4 stycznia 2024 roku ogłoszono, że trzecia edycja Heatwave pod szyldem WWE i dziesiąta w sumie odbędzie się 7 lipca w Scotiabank Arena w Toronto w prowincji Ontario w Kanadzie w ramach weekendu Money in the Bank. Zamiast być emitowane jako specjalny program telewizyjny, jak w poprzednich dwóch latach, gala w 2024 roku odbędzie się w formie transmisji na żywo, co było pierwszą galą Heatwave wyemitowaną na platformach transmisji na żywo WWE, Peacock w Stanach Zjednoczonych i WWE Network na większości rynków międzynarodowych. Będzie to także pierwsza gala transmitowana na żywo NXT, które odbędzie się w Kanadzie od czasu NXT TakeOver: Toronto w 2019 roku. Bilety na wszystkie trzy weekendowe gale Money in the Bank trafiły do sprzedaży 15 marca 2024 roku, a dostępne były pakiety łączone i gościnne.

### Rywalizacje
NXT Heatwave oferowało walki profesjonalnego wrestlingu z udziałem wrestlerów należących do brandu NXT. Wyreżyserowane rywalizacje (storyline’y) były kreowane podczas cotygodniowych gal NXT i uzupełniający program transmisji strumieniowej online Level Up. Wrestlerzy są przedstawieni jako heele (negatywni, źli zawodnicy i najczęściej wrogowie publiki) i face’owie (pozytywni, dobrzy i najczęściej ulubieńcy publiki), którzy rywalizują pomiędzy sobą w seriach walk mających budować napięcie. Kulminacją rywalizacji jest walka wrestlerska lub ich seria.

#### Pojedynek o NXT Championship
9 czerwca na Battleground, Trick Williams pokonał Ethana Page’a i obronił NXT Championship. Na następnym odcinku NXT, Undistuped WWE Champion Cody Rhodes ze SmackDown ogłosił, że Williams będzie bronił swojego tytułu na Heatwave przeciwko zwycięzcy 25-osobowego Battle Royalu, który zaplanowano na odcinek w przyszłym tygodniu. Battle Royal wygrał Je'Von Evans. Później tej nocy, Page wspomniał, że nigdy nie został oficjalnie wyeliminowany z Battle Royal,u ponieważ został zaatakowany przez Oro Mensaha. Na walkę wieczoru zaplanowano walkę pomiędzy Evansem i Pagem, którą Page wygrał. Po walce Williams i Page pokłócili się, podczas gdy Shawn Spears zaatakował Evansa. Na następnym odcinku, Spears pokonał Williamsa w walce bez tytułu na szali. Generalna Menadżerka NXT Ava ogłosiła, że Williams będzie bronił swojego tytułu przeciwko Evansowi, Pageowi i Spearsowi w fatal 4-way matchu na Heatwave, który później został oficjalnie ogłoszony.

#### Pojedynek o NXT Tag Team Championship
18 czerwca na odcinku NXT, ogłoszono, że Nathan Frazer i Axiom będą bronić NXT Tag Team Championship na NXT Heatwave przeciwko zwycięzcom tag team turmoil matchu, który zaplanowano na odcinek w przyszłym tygodniu. Turmoil match wygrali Chase University (Andre Chase i Duke Hudson).

#### Pojedynek o NXT North American Championship
Na Battleground, Oba Femi z powodzeniem obronił NXT North American Championship w triple threat matchu, w którym brał również udział Wes Lee. Na następnym odcinku NXT, Femi świętował udaną obronę tytułu, po czym przerwał mu Lee, który poprosił o walkę o tytuł. Femi zgodził się, ale pod warunkiem, że jeśli Lee przegra, nigdy nie będzie mógł rzucić wyzwania Femiemu o tytuł, dopóki będzie mistrzem. Walka została później uznana za oficjalną.

#### Pojedynek o NXT Women’s North American Championship
Na Battleground, Kelani Jordan wygrała ladder match i została inauguracyjną NXT Women’s North American Championką. 18 czerwca na odcinku NXT, Jordan pochwaliła Sol Rucę i obiecała dać jej walkę o tytuł. Arianna Grace przerwała, zakładając, że Jordan mówiła o niej. Na następny tydzień zaplanowano walkę pomiędzy Grace i Rucą, której zwyciężczyni zmierzy się z Jordan o tytuł na Heatwave, którą wygrała Ruca.

#### Pojedynek o NXT Women’s Championship
Na Battleground, Roxanne Perez z sukcesem obroniła NXT Women’s Championship. Na następnym odcinku NXT, Perez odniosła się do stanu dywizji kobiet, a kilka kobiet stwierdziło, dlaczego zasługiwały na bycie kolejną pretendentką Perez, co dotyczyło między innymi Loli Vice, która przytoczyła swoje zwycięstwo nad Shayną Baszler w NXT Underground matchu na Battleground. Tydzień później, Perez i Vice połączyły siły w triple threat tag team matchu, który wygrały, tylko po to, by Perez zaatakowała Vice po walce. Tydzień później, Vice zaatakowała Perez po jej walce i ukradła tytuł. Później tej nocy, Vice umieściła tytuł w biurze Generalnej Menadżerki NXT Avy i zażądała walki o tytuł z Perez na Heatwave, co później zostało ogłoszone oficjalnie.

## Wyniki walk
| Nr                                                                   | Wyniki | Stypulacje | Czas  |
| -------------------------------------------------------------------- | --- | --- | ----- |
| 1P                                                                   | Karmen Petrovic i Arianna Grace pokonały Jacy Jayne i Jazmyn Nyx poprzez pinfall                                                      | Tag team match | 7:40  |
| 2                                                                    | Oba Femi (c) pokonał Wesa Lee poprzez pinfall                                                                                         | Last Chance match o NXT North American Championship Ponieważ Femi wygrał, Lee nie będzie mógł walczyć o tytuł tak długo, jak Femi jest mistrzem. | 16:19 |
| 3                                                                    | Kelani Jordan (c) pokonała Sol Rucę poprzez pinfall                                                                                   | Singles match o NXT Women’s North American Championship                                                                                          | 11:37 |
| 4                                                                    | Nathan Frazer i Axiom (c) pokonali Chase University (Andre Chase’a i Duke’a Hudsona) (z Rileyem Osbornem i Theą Hail) poprzez pinfall | Tag team match o NXT Tag Team Championship | 13:50 |
| 5                                                                    | Roxanne Perez (c) pokonała Lolę Vice poprzez pinfall                                                                                  | Singles match o NXT Women’s Championship | 12:49 |
| 6                                                                    | Ethan Page pokonał Tricka Williamsa (c), Je'Vona Evansa i Shawna Spearsa poprzez pinfall                                              | Fatal 4-way match o NXT Championship | 17:22 |
| (c) – mistrz/mistrzyni przed walkąP – walka miała miejsce w pre-show | | |       |